# Sarasota Open 2010
Il Sarasota Open 2010 è stato un torneo professionistico di tennis maschile giocato sulla terra verde, che faceva parte dell'ATP Challenger Tour 2010. Si è giocato a Longboat Key negli USA dal 10 al 16 maggio 2010.

## Partecipanti

### Teste di serie
| Nazionalità | Giocatore      | Ranking* | Testa di serie |
| ----------- | -------------- | -------- | -------------- |
| Stati Uniti | Taylor Dent    | 105      | 1              |
| Stati Uniti | Jesse Levine   | 108      | 2              |
| Australia   | Carsten Ball   | 115      | 3              |
| Argentina   | Brian Dabul    | 124      | 4              |
| Stati Uniti | Kevin Kim      | 132      | 5              |
| Stati Uniti | Ryan Sweeting  | 134      | 6              |
| Stati Uniti | Donald Young   | 158      | 7              |
| Stati Uniti | Alex Kuznetsov | 162      | 8              |

- Ranking al 3 maggio 2010.

### Altri partecipanti
Giocatori che hanno ricevuto una wild card:
- Sekou Bangoura
- Vamsee Chappidi
- Bobby Reynolds
- Michael Venus

Giocatori passati dalle qualificazioni:
- Daniel Garza
- Dayne Kelly
- Michael Ryderstedt
- Matt Reid
- Nicholas Monroe (lucky loser)
- Bruno Rodríguez (lucky loser)

Giocatori con uno Glossario del tennis#Special exempt:
- Kei Nishikori
- Joseph Sirianni

## Campioni

### Singolare
Kei Nishikori ha battuto in finale  Brian Dabul con il punteggio di 2–6, 6–3, 6–4

### Doppio
Brian Battistone /  Ryler DeHeart hanno battuto in finale  Gero Kretschmer /  Alex Satschko con il punteggio di 5–7, 7–6(4), [10–8]